# 伊沃尔
伊沃尔（法語：Ivors）是法国瓦兹省的一个市镇，属于桑利斯区（Senlis）贝斯县（Betz）。该市镇总面积8.35平方公里，2009年时的人口为242人。

## 人口
伊沃尔人口变化图示